# Side-bend
Il Side bend o Side bending, traducibile come curvare a lato, è un esercizio usato in molte attività con i pesi.

## Esecuzione
L'esercizio del side-bend inizia in posizione eretta, con le gambe leggermente divaricate, impugnando un manubrio per braccio per sollecitare entrambe le parti (modalità bilaterale), oppure impugnando un solo manubrio per sollecitare un solo lato (modalità monolaterale). L'esercizio consiste nell'eseguire una flessione laterale del busto dalla parte opposta rispetto al manubrio impugnato, oppure, se in modalità bilaterale, consiste nell'eseguire in alternanza una flessione laterale in entrambi i lati. Esistono altre varianti del side-bend come la modalità con bilanciere (barbell side-bend), la modalità al cavo basso alla poliercolina (cable side-bend) o sulla sedia romana usata normalmente per le iperestensioni del busto.

## Controversie
Il side-bend, o in generale il movimento di flessione laterale, è spesso ritenuto un esercizio per i muscoli addominali obliqui, e di conseguenza per modellare il giro vita. Entrambe queste ipotesi sono da ritenere come miti. Il primo punto non può essere ritenuto valido perché i muscoli più profondi della colonna vertebrale sono in grado di eseguire questo esercizio in modo più efficiente rispetto ai muscoli addominali. Infatti, il muscolo quadrato dei lombi, che origina dalla cresta iliaca e dall'apice dei processi costiformi delle vertebre L2-L5, è in realtà il muscolo che esercita prioritariamente la pura azione di flessione laterale. Anatomicamente infatti, il quadrato dei lombi è posizionato in modo che sia più attivo degli obliqui esterni durante flessione laterale. Emerge che questo movimento imponga una maggiore attività del quadrato dei lombi per la necessità di una maggiore stabilità. L'indolenzimento che molte persone associano ad una tonificazione dei muscoli obliqui può essere in realtà una conseguenza dell'allungamento eccessivo di questi muscoli o dell'esecuzione di movimenti troppo veloci. Non a caso, anche l'esercizio del side bridge o side plank (ponte laterale o plank laterale), il quale prevede una resistenza isometrica durante la flessione laterale, è suggerito per stimolare il quadrato dei lombi. Va notato inoltre che il side-bend lento e controllato, alternando la flessione laterale del tronco, è un buon esercizio per aumentare la mobilità della colonna vertebrale in senso laterale.
Come secondo punto, il side-bend non può essere ritenuto un esercizio per modellare il giro vita mediante una riduzione localizzata del grasso. Diversi studi hanno infatti constatato che l'allenamento dei muscoli addominali non è in grado di ridurre il grasso localizzato in tali aree.

## Aspetti anatomici
Come si può notare, i muscoli coinvolti nella flessione laterale del busto sono molteplici. Non sarebbe corretto definire il side-bend un esercizio per gli addominali obliqui, dal momento che vengono attivate molte masse muscolari. Sembra ad ogni modo che l'attività del quadrato dei lombi prevalga su quella degli obliqui, tanto da non poter considerare tale esercizio mirato alla tonificazione degli stessi.
Muscoli coinvolti nella flessione laterale della tratto lombare:
- Muscolo quadrato dei lombi
- Muscolo iliaco
- Muscolo grande psoas e piccolo psoas
- Muscolo grande dorsale
- Muscolo retto dell'addome
- Muscolo trasverso dell'addome
- Muscolo obliquo interno
- Muscolo obliquo esterno
- Muscolo dentato posteriore inferiore

Muscoli coinvolti nella flessione laterale della tratto dorsale:
- Muscoli spinali del dorso
- Muscolo semispinale del torace
- Muscolo grande dorsale

Muscoli coinvolti nella flessione laterale completa:
- Muscoli intertrasversari
- Muscolo ileocostale
- Muscolo lunghissimo